# Gymnase romain d'Orange
Le Gymnase romain d'Orange est un monument historique situé à Orange, dans le département français de Vaucluse en région Provence-Alpes-Côte d'Azur.

## Histoire
Le site est classé monument historique par arrêté des 24 juillet 1920 et 12 septembre 1938.